# Рихтер, Кнут Курт
Рихтер Кнут Курт (нем. Knut Richter, род. 31 мая 1943, Фрайталь, Германия) — немецкий, советский и российский учёный-экономист. Доктор физико-математических наук.

## Биография
В 1963 году поступил на экономический факультет Ленинградского государственного университета (ЛГУ) по специальности «Экономическая кибернетика», который окончил в 1968 году, получив квалификацию «Экономист-математик». С 1969 года по 1972 год учился в аспирантуре ЛГУ, где защитил кандидатскую диссертацию.
После защиты работал научным сотрудником в городе Карл-Маркс-Штадт Германской демократической республики. В 1978 году получил степень доктора физико-математических наук в «Технических государственных учебных заведениях Хемниц» города Карл-Маркс-Штадт
В 1981 году Рихтер получил профессорскую должность в университете Аддис-Абебы. В 1984 году был назначен профессором математических методов в экономике «Технических государственных учебных заведениях Хемниц» города Карл-Маркс-Штадт (с 1986 года — Технический университет, позже — Технический университет Хемница). С 1992 года являлся профессором Европейского университета Виадрина. В июле 2011 года покинул университет в связи с достижением предельного возраста для профессоров по законам Германии.
В мае 2012 года Рихтер, свободно владеющий русским языком, поступил на работу на кафедру экономики предприятия и предпринимательства в Санкт-Петербургском государственном университете.